# Ahmad Yamani
Ahmad Yamani (arabiska: أحمد يماني), född i Kairo 1970, är en egyptisk poet och översättare, bosatt i Madrid.
Yamani tog 1992 en fil kand i arabisk litteratur från Universitetet i Kairo, och arbetar på sin doktorsavhandling på Universidad Complutense de Madrid. Han har publicerat dikter sedan 1989, och har sedan dess gett ut fyra diktsamlingar. Han var en av de 39 arabiska författare under 40 år som valdes ut till antologin Beirut 39, huvudprojektet när Beirut var Unescos bokhuvudstad 2009.